# Sonia Mankaï
Sonia Mankaï (arabe : سنية المنقعي) est une actrice franco-tunisienne.

## Biographie
Elle est diplômée du Conservatoire de théâtre de Strasbourg. Au cinéma, elle est révélée au grand public en 1996 grâce à son rôle de Meriem dans Un été à La Goulette de Férid Boughedir.
En 1998, Sonia Mankaï reçoit le prix d'interprétation féminine pour son rôle de Noria dans La Nuit du destin d'Abdelkrim Bahloul à la Mostra de Valence du cinéma méditerranéen.
En 2011, elle est membre du jury de la troisième édition du Festival du film tunisien, qui se tient du 25 au 27 novembre à Paris. En décembre 2014, elle fait partie du jury de la deuxième édition du festival des Nuits du court métrage tunisien, toujours à Paris.

## Filmographie

### Cinéma

#### Longs métrages
- 1990 : Outremer de Brigitte Roüan
- 1991 : Isabelle Eberhardt de Ian Pringle (en)
- 1993 : Le Nombril du monde d'Ariel Zeitoun
- 1996 : Un été à La Goulette  de Férid Boughedir : Meriem
- 1996 : Le Patient anglais d'Anthony Minghella
- 1996 : Il était une fois Donyazad de Merzak Allouache
- 1997 : La Nuit du destin d'Abdelkrim Bahloul
- 1998 : Les Cachetonneurs de Denis Dercourt
- 1999 : Un pur moment de rock'n roll de Manuel Boursinhac
- 2000 : Scènes de crimes de Frédéric Schoendoerffer
- 2000 : La Bostella d'Édouard Baer : Karima
- 2005 : Le Prince de Mohamed Zran

#### Courts métrages
- 1993 : Tanitez-moi de Nadia El Fani
- 1999 : Le Clown d'Alexandre Ciolek
- 2009 : Je ne suis pas raciste, mais...  d'Axelle Laffont

#### Doublage
- 2006 : Azur et Asmar de Michel Ocelot

### Télévision

#### Séries télévisées
- 1994 : Between the Lines (en) (épisode Foxtrot Oscar) d'Alan Dossor (en)
- 1998 : Le Sélec (épisode Le Clandestin) de Jean-Claude Sussfeld
- 1999 : L'Avocate (épisode Le Piège) de Jean-Claude Sussfeld
- 2000 : Lyon police spéciale (épisode Apprivoisement) de Dominique Tabuteau
- 2000-2001 : Le Lycée de Miguel Courtois
- 2001 : Joséphine, ange gardien (épisode Romain et Jamila) de Jacob Berger : Jamila
- 2003 : Brigade des mineurs de Miguel Courtois
- 2004-2005 : Léa Parker de Robin Davis et Jean-Pierre Prevost
- 2009 : Maktoub (saison 2) de Sami Fehri[3]

#### Téléfilms
- 2002 : Léa tout simplement d'Étienne Dhaene
- 2011 : Le Piège afghan de Miguel Courtois
- 2015 : Au revoir... et à bientôt ! de Miguel Courtois : Erica

### Réalisation
En 2007, elle reçoit le prix de bronze du meilleur court métrage au Festival international du film de Dubaï.
- 2006 : El Ezz de Sonia Mankaï (réalisatrice) et Natacha de Pontcharra (scénariste)

### Publicités
- 2003 : spot publicitaire pour la marque de yaourt Bio de Danone

## Théâtre
- La Sœur du Grec, texte et mise en scène de Jean-Luc Moreau
- Si tu veux être mon amie, mise en scène d'Anne Bauer
- Le Tartuffe ou l'Imposteur de Molière, mise en scène de Jacques Bachelier
- Le Songe d'une nuit d'été de William Shakespeare, mise en scène de Jacques Bachelier
- De Rodrigue à Rodrigue, mise en scène de Jacques Bachelier
- L'Histoire du soldat d'Igor Stravinsky et Charles Ferdinand Ramuz, mise en scène de Jacques Bachelier